# William John Coffee
William John Coffee (1774-1846) fue un artista y escultor inglés de renombre internacional, que trabajó con materiales como la porcelana, el yeso y la terracota. También trabajó en la pintura al óleo, aunque ésta no fue la técnica por la que se hizo famoso. Su carrera comenzó como un modelador de porcelana en la fábrica de Duesbury en la Nottingham Road de Derby, en Inglaterra. La última parte de su vida la pasó en Estados Unidos.

## Biografía

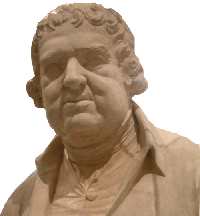
Busto de Darwin hecho por Coffee c.1795.

Durante su tiempo en Derby, Coffee hizo bustos de algunos de los dignatarios locales y figuras históricas, incluyendo un busto de tamaño natural de Erasmus Darwin. Este busto es un buen ejemplo de sus habilidades de modelado. Actualmente se encuentra en exhibición en el Derby Museum and Art Gallery. Coffee también presentó una copia de terracota del Jabalí de Florencia (1806) y una serie de estatuas de terracota de las figuras griegas que representan la medicina, para el jardín de Joseph Strutt. El jardín con estatuas fue dado a la ciudad de Derby en 1840, pero las figuras griegas están ahora desaparecidas o perdidas. Coffee también hizo una estatua de terracota de 3 metros de altura sobre la figura de Asclepio, para la William Strutt's Derbyshire Infirmary, que abriría en 1810.
En 1816, Coffee emigró de Inglaterra a Nueva York, donde se hizo famoso como escultor de personajes históricos, como James Madison y Thomas Jefferson. También hizo las molduras de yeso ornamentales para la casa de Jefferson y de la Universidad de Virginia.